# Рудих Євгенія Михайлівна
Євгенія Михайлівна Рудих (23 лютого 1925, Сталін — 23 травня 2007, Одеса) — радянський і український редактор, сценарист. Нагороджена орденом Трудового Червоного Прапора, медалями, знаком «Відмінник кінематографії СРСР».

## Життєпис
Народилась 23 лютого 1925 року в Донецьку в шахтарській родині.
Закінчила сценарний факультет Всесоюзного державного інституту кінематографії (1950).
У 50-ті роки разом з П. Тодоровським, В. Костроменком, М. Хуцієвим, С. Говорухіним прийшла на Одеську кіностудію і брала активну участь у її творчому формуванні.
З 1951 року — редактор кінохроніки, начальник сценарного відділу Одеській кіностудії, член сценарно-редакційної колегії.
Редактор Одеської кіностудії Олена Марценюк згадувала:
|  | «Весна на Зарічній вулиці» знімалась у кіноекспедиції на «Запоріжсталі», а редактор Рудих самовіддано боролась в Одесі за кожний відзнятий епізод. ... Вона зуміла вистояти і не дозволила закрити картину, яка трохи пізніше принесла славу не тільки нашій кіностудії, але й усьому радянському кінематографу. |

Наприкінці 60-х років брала участь у відкритті телевізійного об'єднання, де на замовлення Центрального Телебачення було знято «Д'Артаньян і три мушкетери», «Циган», «Місце зустрічі змінити не можна» та багато інших фільмів.
Автор книги «Як роблять кіно в Одесі» (Одеса, 2002). Була членом Національної спілки кінематографістів України.
Померла після тяжкої хвороби на 83-му році життя 23 травня 2007 року, в 88-й день народження Одеської кіностудії.

## Фільмографія
Редактор кіно- і телефільмів:
- «Весна на Зарічній вулиці» (1956)
- «Молодожон»
- «Наш чесний хліб» (1964)
- «Шурка обирає море»
- «Дочка Стратіона» (1964)
- «Вірність» (1965)
- «Одеські канікули» (1966)
- «Короткі зустрічі» (1967)
- «Золотий годинник»
- «Пошук» (1967)
- «Міський романс» (1970)
- «Вершники» (1972)
- «Легка вода»
- «Мушкетери 4 „А“» (1972, 4 с)
- «Петька у космосі» (1972)
- «Причал» (1973, 2 с)
- «Розповіді про Кешку та його друзів» (1973—1974, 3 с)
- «Здрастуйте, лікарю!» (1973)
- «Нащадки» (1974—1975, 5 а)
- «Доля барабанщика» (1976, З с.)
- «Туфлі із золотими пряжками» (1976, у співавт.)
- «Клоун» (1980, т/ф, 2 с, у співавт.)
- «Бережіть жінок» (1981, 2 с)
- «Сто перший» (1982, т/ф, 2 с)
- «Я, син трудового народу…» (1983, т/ф)
- «Берег його життя» (1984)
- «На мить озирнутися...» (1984, т/ф, 2 с, у співавт.)
- «Секретний фарватер» (1986) та ін.

Сценарист:
- «Операція Герцог» (1971, у співавт. з В. Левіним)
- «Юлька» (1972)
- «Артем» (1977, т/ф, 2 с, у співавт.)
- «Матрос Железняк» (1985)
- «Господи, почуй молитву мою» /«Просіть і буде вам» (1992, т/ф, у співавт.; реж. Н. Бондарчук) та ін.